# La Force des forts (nouvelle)
La Force des forts (titre original : The Strength of the Strong) est une nouvelle américaine de Jack London publiée aux États-Unis en 1911.

## Historique
En réponse à une parabole de Rudyard Kipling attaquant le socialisme, Jack London écrit cette histoire pour réaffirmer son attachement à un monde où « tous les hommes seront frères et personne ne restera à flemmarder au soleil et à se faire nourrir par ses semblables ».

La nouvelle est publiée initialement dans le Hampton’s Magazine en mars 1911, avant d'être reprise dans le recueil The Strength of the Strong en mai 1914.

## Résumé
Devant sa caverne préhistorique, Barbe-Longue, un ancien, raconte à ses petits-fils l'histoire des conflits entre les Mangeurs-de-Poisson et les Mangeurs-de-Viande. « Un jour, tous les imbéciles seront morts et alors, tous les vivants iront de l'avant ensemble. La force des forts leur appartiendra et ils s'uniront, si bien que de tous les hommes du monde, pas un ne se battra contre les autres. »...

## Éditions

### Éditions en anglais
- The Strength of the Strong, dans le Hampton’s Magazine, mars 1911.
- The Strength of the Strong, dans le recueil The Strength of the Strong, un volume chez The Macmillan Co, New York, mai 1914.

### Traductions en français
- La Force des forts, traduit par Louis Postif, in Les Temps maudits, recueil, U.G.E., 1973.
- La Force des forts, traduit par Clara Mallier, Gallimard, 2016[2].

## Sources
- « Bibliographie de Jack London », sur jack-london.fr (consulté le 20 février 2024)